# Parafia św. Kazimierza w Vancouver
Parafia św. Kazimierza w Vancouver (ang. St. Casimir's Parish) – parafia rzymskokatolicka położona w Vancouver, w prowincji Kolumbia Brytyjska w Kanadzie. Jest ona parafią wieloetniczną w archidiecezji archidiecezji Vancouver, z mszą w języku polskim dla polskich imigrantów.
Ustanowiona w 1944 roku. Parafia została dedykowana św. Kazimierzowi. Jej zakonem pomocniczym jest zakon misjonarek Chrystusa Króla. Parafia jest związana z Polską Szkołą św. Kazimierza. 

## Grupy parafialne[1]
- Apostolstwo Dobrej Śmierci
- Legion Maryi
- Rycerze Kolumba
- Schola dziecięca Abecadło[potrzebny przypis]
- Towarzystwo Różańcowe